# Parteiausschluss
Ein Parteiausschluss ist die schärfste Sanktionsmaßnahme politischer Parteien, um parteischädigendes Verhalten einzelner Mitglieder zu ahnden.

## Legitimation
Der Ausschluss beendet die Mitgliedschaft der betroffenen Person in der Partei.
Er darf nur bei vorsätzlichem Satzungsverstoß oder erheblichem Verstoß gegen die Grundsätze oder Ordnung der Partei erfolgen, wenn dieser der Partei einen schweren Schaden zufügt (§ 10 Abs. 4 ParteiG).
Damit soll ein einfacher Ausschluss von Mitgliedern, der etwa auf bloßer Meinungsverschiedenheit, Antipathie o. Ä. beruht, verhindert werden.
Schließlich wirken Parteien bei der politischen Willensbildung mit (Art. 21 Abs. 1 Satz 1 GG sowie § 1 Abs. 1 und 2 ParteiG).
Aus der Schutzfunktion des § 10 Abs. 4 ParteiG vor willkürlichen Ausschlüssen begründet sich, dass dies kein abdingbares Recht ist.
Im Gegensatz zum Ausschluss, der nicht ohne Weiteres möglich ist, sind Parteien nicht dazu verpflichtet, neue Mitglieder aufzunehmen (vgl. § 10 Abs. 1 Satz 1 ParteiG), und müssen eine Nichtaufnahme nicht begründen (§ 10 Abs. 1 Satz 2 ParteiG im Gegensatz zu § 10 Abs. 5 Satz 3 ParteiG).

## Verfahren
Bei den meisten Parteien geht dem Parteiausschluss ein sogenanntes Parteiordnungsverfahren voraus, das oft auch fälschlich als Parteiausschlussverfahren bezeichnet wird.
Letztere Bezeichnung ist falsch, da am Ende des Verfahrens nicht zwangsläufig der Ausschluss des Mitglieds steht; oft wird auch nur ein befristetes Funktionsverbot verhängt.
Die Details dieser Verfahren sind in den Satzungen der Parteien zu konkretisieren (§ 10 Abs. 3 ParteiG), die sich (zumindest bei den etablierten Parteien in Deutschland) in diesem Punkt jedoch sehr stark ähneln:
- Ein Parteiordnungsverfahren wird nur bei schwerwiegenden Verstößen gegen die Satzung oder die Prinzipien der Partei eingeleitet.
- Über die Einleitung eines Verfahrens können in vielen deutschen Parteien nur Bundes- oder Landes- oder Kreisvorstände entscheiden. In anderen kann jedes einfache Mitglied einen solchen Antrag stellen.
- Durchgeführt werden sie von parteiinternen Schiedsgerichten (§ 10 Abs. 5 Satz 1 ParteiG, im Rahmen von § 14 ParteiG).
- Gegen die Entscheidung können ordentliche Gerichte angerufen werden (Schiedsgerichtsordnung § 14 Abs. 4 ParteiG).

## Konsequenzen für Abgeordnete
Ein Parteiausschluss unterscheidet sich vom Ausschluss eines Abgeordneten aus einer Fraktion, jedoch rechtfertigt ein Parteiausschluss meist den Fraktionsausschluss.

## Prominente Parteiausschlussverfahren

### Deutschland
- Heinrich Brandler (1915 aus der SPD)
- Josef Matthes (1920 aus der SPD)
- Paul Levi (1921 aus der KPD)
- Ernst Reuter (1922 aus der KPD)
- August Winnig und Ludwig Hasenzahl (1922 aus der SPD)
- Sepp Oerter (1922 aus der USPD)
- Max Heldt und Max Müller (1926 aus der SPD)
- Ruth Fischer und Arkadi Maslow (1925 aus der KPD)
- Gustav Bauer (1925 aus der SPD, 1926 aufgehoben)
- Willi Eichler (1925 aus der SPD)
- Walther Lambach (1928 aus der DNVP)
- Max Seydewitz, Walter Fabian, Erwin Eckert, Gerhard Jacobshagen, Ernst Eckstein Hermann Kreutzer, Helmut Wagner und Kurt Rosenfeld (1931 aus der SPD)
- Otto Hörsing (1932 aus der SPD)
- Hans Müller und Artur von Machui (1949 aus der SPD)
- Christian Koch (1949 aus der FDP)
- Kurt Müller (1950 aus der KPD)
- Wilhelm Wittbrodt und Ferdinand Löwenberg (1950 aus der SPD)
- Wolf von Westarp (1952 aus der SRP)
- Ernst Tillich (1952 aus der SPD)
- Karlfranz Schmidt-Wittmack (1954 aus der CDU)
- Franz Michel (1956 aus der CSU)
- Albert Berg (1959 aus der SPD)
- Horst Mahler (1961 aus der SPD)
- Jürgen Seifert (1961 aus der SPD)
- Eberhard Dähne (1962 aus der SPD)
- Gustav Stapp (1964 aus der SPD)
- Wolfgang Neuss  (1966 aus der SPD, nach einem halben Jahr wieder aufgenommen, 1968 selbst ausgetreten)
- Walther Hellige (1967 aus der FDP)
- Harry Ristock (1968 Sofortausschluss aus der SPD, wenige Tage später wieder aufgenommen)
- Ilse Schwipper (1969 aus der SPD)
- Christian Schwarzenholz und Peter Tempel (1969 aus der FDP)
- Franz-Josef Degenhardt (1971 aus der SPD)
- Günther Müller (1972 aus der SPD)
- Richard Bünemann (1975 aus der SPD)
- Christoph Butterwegge (1975 aus der SPD)
- Klaus Uwe Benneter (1977 aus der SPD, 1983 wieder aufgenommen)
- Gerhard Kade (1978 aus der SPD)
- Hermann Kreutzer und Rudolf Kaffka (1980 aus der SPD)
- Alfred Mechtersheimer (1981 aus der CSU)
- Karl-Heinz Hansen (1981 aus der SPD)
- Arnulf Baring (1983 aus der SPD)
- Franz Schönhuber (1985 und 1990 aus den Republikanern, jeweils kurz darauf rückgängig gemacht)
- Edgar Forster (1985 aus der SPD)
- Wolfgang Schnur (1990 aus dem DA)
- Jakob Moneta (1990 aus der SPD)
- Harald Neubauer (1990 aus den Republikanern)
- Gerald Götting (1991 aus der CDU)
- Ibrahim Böhme (1992 aus der SPD)
- Rudolf Krause (1993, Parteiaustritt nach Fraktionsausschluss aus der CDU)
- Wolfgang Werner (1999 aus der SPD)
- Gerhard Branstner (2000 aus der PDS, kurz darauf zurückgenommen)
- Karlheinz Schreiber (2003 aus der CSU)
- Christian Schwarzenholz (2003 aus der PDS)
- Ronald Schill (2003 aus der PRO)
- Martin Hohmann (2004 aus der CDU)
- Klaus Ernst, Thomas Händel, Anny Heike, Gerd Lobodda, Günther Schachner, Herbert Schui und Peter Vetter (2004 aus der SPD)
- Cornelia Gödecke (2007 aus der SPD)
- Detlev von Larcher (2008 aus der SPD)
- Carmen Everts (2008 aus der SPD, abgelehnt, danach Parteiaustritt)
- Silke Tesch (2008 aus der SPD, abgelehnt, danach Parteiaustritt)
- Jürgen Walter (2008 aus der SPD, abgelehnt, danach Einschränkung seiner Mitgliedsrechte für die Dauer von zwei Jahren)
- Wolfgang Clement (2008 aus der SPD, abgelehnt, danach Parteiaustritt)
- Bülent Çiftlik (2010 aus der SPD)
- Matthias Faust (2010 aus der DVU)
- Thilo Sarrazin (2010 und 2011 aus der SPD, beide Male abgelehnt, 2020 ausgeschlossen)
- Karl-Heinz Funke (2011 aus der SPD)
- Doris von Sayn-Wittgenstein (2019 aus der AfD, 2021 Ausschluss durch Gerichtsurteil rückgängig gemacht)[2]
- Wolfgang Gedeon (2020 aus der AfD)
- Boris Palmer (2021 aus Bündnis 90/Die Grünen, abgelehnt, 2023 freiwillig ausgetreten)
- Astrid Schramm (2021 aus Die Linke)
- Max Otte (2022 aus der CDU)
- Sahra Wagenknecht (2022 aus Die Linke, abgelehnt)
- Oskar Lafontaine (2022 aus Die Linke, wegen Parteiaustritt nicht verhandelt)
- Gerhard Schröder (2022 aus der SPD, erstinstanzlich abgelehnt)
- Hans-Georg Maaßen (2023 aus der CDU, erstinstanzlich abgelehnt, 2024 nach Parteigründung freiwillig ausgetreten[3])

### Österreich
- Karlheinz Klement (1993, 2004 und 2008 aus der FPÖ)
- Jörg Haider (2005 aus der FPÖ)
- Susanne Winter, Karl Schnell (Politiker, 1954) (2015 aus der FPÖ)
- Heinz-Christian Strache, Philippa Strache (2019 aus der FPÖ)

### Schweiz
- Eveline Widmer-Schlumpf (2008 aus der SVP, gemeinsam mit ihrer Kantonalpartei)

### Frankreich
- Jean-Marie Le Pen gründete 1972 die französische Partei Front National (FN) und war ihr Vorsitzender, bis 2011 seine Tochter Marine FN-Vorsitzende wurde. 2015 wurde Le Pen aus der Partei ausgeschlossen.
- Éric Ciotti war Vorsitzender der Partei Les Républicains und wurde, während er diese Funktion ausübte, im Juni 2024 aus der Partei ausgeschlossen, weil er im Alleingang ein Wahlbündnis mit dem Rassemblement National, in das sich der FN inzwischen umbenannt hatte, angekündigt hatte.

### Vereinigte Staaten
- John Tyler wurde 1841 im ersten Jahr seiner Amtszeit als Präsident der Vereinigten Staaten aus der Whig-Partei ausgeschlossen; er amtierte bis 1845 als Unabhängiger.